# ماي بوكيمون رينش
ماي بوكيمون رينش (بالإنجليزية: My Pokémon Ranch)‏ (باليابانية: みんなのポケモン牧場)، هي لعبة فيديو من تطوير ستوديو أمباريلا، ومن نشر ذا بوكيمون كومباني اليابانية، صدرت في الأسواق سنة 2008، حيث تعمل لمنصة نينتندو وي وخدمة وي واير.

## المواقع الخارجية
- ماي بوكيمون رينش على موقع IMDb (الإنجليزية)

- الموقع الرسمي باليابانيه